# Людвіг Цендер
Людвіг Луїс Альберт Цендер (4 травня 1854, Ільнау — 24 березня 1949, Обергофен-ам-Тюнерзе) — швейцарський фізик, один із винахідників інтерферометра Маха–Цендера.
Цендер був учнем Вільгельма Рентгена, професора фізики в університетах Фрайбурга і Базеля. Він створив перші фотографії людського скелета, просвічуючи тіло людини рентгенівськими променями.